# روز تشنگی

فرارود در قرن هشتم

روز تشنگی نامی است که به طورسنتی در تاریخ‌نویسی عربی به نبردی که در سال ۷۲۴ میان خانات تورگش و خلافت اموی در کرانهٔ رود سیردریا درگرفت، داده می‌شود.
ارتش اموی، به فرماندهی مسلم بن سعید کلابی، در دره فرغانه اردو زده بود که از پیشروی تورگش آگاه شد. خیلی زود، اعراب عقب‌نشینی شتاب‌زده‌ای به سمت سیردریا آغاز کردند، که از سوی سواره‌نظام تورگش مورد پیگرد و آزار قرار گرفتند.
سرانجام، پس از ۱۱ روز، ارتش اموی به سیردریا رسید، جایی که میان تورگش و نیروهای شاهزادگان بومی فرارود گرفتار شد. با این همه، اعراب توانستند از رودخانه بگذرند و به خجند بروند.
شکست امویان، به فروپاشیِ فرمانرواییِ مسلمانان بر بخش بزرگی از منطقه انجامید، که تا نزدیک سال ۷۴۰ همچنان سرزمین مورد مناقشه ماند و اعراب و تورگش برای چیرگی بر آن درگیر شدند.

## پیش زمینه
به دنبال پیشروی اعراب در پارس و خراسان، سرزمین فرارود نیز در میانه‌های سده هفتم ازسوی نیروهای مسلمان خلافت بنی امیه زیر فرماندهی قتیبه بن مسلم در هنگام خلافت ولید یکم (پیرامون ۷۰۵–۷۱۵)، گشوده شد.
سال ۷۱۹ شاهزادگان فرارودی با فرستادن نامه ای به چینیان و دولت تورگش از آنها برای ایستادن در برابر اعراب درخواست کمک کردند بدین ترتیب وفاداری باشندگان ایرانی و ترک فرارود و فرمانروایان خودگردان بومی به عربها همچنان ناپایدار بود. تورگش با شروع یک سری حملات علیه مسلمانان در فرارود، از سال ۷۲۰، به نامه پاسخ داد. این یورشها با خیزش‌های ضدخلافت در میان سغدیان همراه بود.
سعید بن عمر حرشی، فرماندار اموی خراسان، به سختی ناآرامی‌ها را سرکوب کرد و موقعیت مسلمانان را تقریباً به همان وضعیتی که در زمان قتیبه بود بازگرداند، به جز دره فرغانه که کنترل آن بیرون از دست مسلمانان مانده بود.

## لشگرکشی علیه فرغانه و روز تشنگی
در سال ۷۲۳ ، حرشی به عنوان فرماندار جایگزین مسلم بن سعید کلابی شد. او در اواخر سال ۷۲۴ تصمیم گرفت تا با هدفِ گرفتن فرغانه لشگركشی ای را آغاز كند.
این لشگرکشی در گام‌های نخست خود ، هنگامی‌که خبر به تخت نشستن خلیفه جدید ، هشام بن عبدالملک و گماشته شدن خالد قصری ، استاندار جدید عراق ، به دست آمد ، با مشکلاتی روبرو شد.
این مسئله ، رقابت‌های قبیله‌ای اعراب خراسان را که مدت‌ها درهم می‌جوشید ، نمایان ساخت:
نیروهای یمنی (عرب‌های جنوبی) در بلخ در آغاز از پیوستن به این لشگرکشی خودداری کردند ، زیرا انتظار فراخوانده شدن قریب‌الوقوع کلابی (که از عرب‌های شمال بود) ازسوی رژیم جدید را داشتند.
تنها پس از آنکه نصر بن سیار نیرویی از موداریان (اعراب شمالی) را علیه یمنی‌ها رهبری کرد و آنها را در باروقان شکست داد، یمنی‌ها به ارتش کلابی پیوستند.
سرانجام این لشگرکشی در حالی پیش رفت که خالد قصری استاندار عراق به کلابی فراماندار پیشین خراسان نامه نوشت و از وی خواست تا این كار را ادامه دهد تا جایگزین وی ، اسد بن عبدالله قصری ، برادر خالد قصری ، به خراسان برسد.
با این وجود ، ۴۰۰۰ نیرو از قبیلهٔ عضد یمن از ارتش بیرون رفتند.
کلابی ارتش خود را در راستای درهٔ سیردریا به سوی فرغانه رهبری کرد و در حالی که پیرامون را ویران می کرد ، فرغانه را محاصره کرد.
در این مرحله ، ارتش اموی آگاه شد که خاقان تورگش یعنی سلوک با ارتشی نیرومندتر از اعراب در برابر آنها به پیش می‌راند.
با ترک محاصره ، ارتش مسلمان چنان شتابان به سمت جنوب عقب‌نشینی کرد که ادعا شد دوری‌ای برابر با سه روز سفر عادی را طی یک روز پیمودند.
روز دوم ، پس از گذر اعراب از رودخانهٔ وادی الصبوح ، ارتش تورگش با آنها درگیر شد و جدای از نیروی اصلی اعراب به اردوگاه دومی که ازسوی عبدالله بن ابی عبدالله برپا شده بود، حمله کرد.
بر اعراب و هم‌پیمانان سغدی آنها تلفات سنگینی بار شد (برادر فرمانروای سمرقند ، غورک در میان کشته شدگان بود) ولی توانستند حمله را دفع کنند.
اعراب هشت روز دیگر به عقب‌نشینی خود ادامه دادند و طی آن پیوسته ازسوی سواران تورگش مورد آزار قرار گرفتند.
در روز نهم ، اعراب به سیردریا رسیدند تا راه خود را در وضعیتی که ازسوی دشمنان‌شان یعنی نیروهای پادشاهی‌های بومی چاچ و فرغانه و بقایای شورش سغدیان (که سعید حرشی آنها را سرکوب کرده بود) بسته شده بود ، بیابند.
اعراب برای شب اردو زدند و همه باروبنه خود را که گویا به ارزش یک میلیون درهم بود ، برای آماده‌سازی برای جنگ سوزاندند.
روز آینده ، اعراب ناامید با اینکه از تشنگی رنج می‌بردند و میان تورگش‌ها در پشت‌سر خود و نیروهای فرارود جلوی خود گرفتار شده بودند ، توانستند خطوط دشمن را بشکنند و از سیردریا بگذرند.
همان‌گونه که محمد بن جریر طبری می‌نویسد ، هنگامی که اعراب به امنیت نسبی در خجند رسیدند ، "از گرسنگی و خستگی رنج می‌بردند ، نیروها با بی نظمی پخش شدند"
در آنجا ، رهبری ارتش به طور رسمی به عبدالرحمن بن نعیم غامدی منتقل شد ، که بازماندگان ارتش را به سوی سمرقند رهبری کرد.